# Oliver Taylor
Oliver Harold "Ollie" Taylor (Nueva York, 7 de marzo de 1947-Pearland, Texas, 6 de abril de 2025) fue un jugador de baloncesto estadounidense que disputó cuatro temporadas en la ABA, además de jugar un año más en la EBA. Con 1,88 metros de estatura, jugaba en la posición de escolta.

## Trayectoria deportiva

### Universidad
Tras no conseguir becas para jugar en la División I de la NCAA, tuvo que hacerlo en el San Jacinto Junior College de la NJCAA, donde jugó dos temporadas, consiguiendo dos récords absolutos de la competición: el de más puntos en una temporada (1.407 en 1968, 30,7 por partido) y más puntos en una carrera (2.456, 26,2 por partido). Llevó a su universidad a un título nacional, tras lograr 44 victorias y 2 derrotas. Todo ello lo llevó al Salón de la Fama de la NJCAA, donde figuran nombres ilustres como Bob McAdoo, Spencer Haywood, Artis Gilmore, Larry Johnson y Shawn Marion entre otros.
Esos números hicieron que pudiera terminar su carrera universitaria con los Cougars de la Universidad de Houston, donde en tan sólo dos temporadas anotó 1.231 puntos, la 25ª mejor anotación de todos los tiempos de los Cougars a pesar de sólo jugar dos años, promediando 22,0 puntos y 10,3 rebotes por partido.

### Profesional
Fue elegido en el puesto 189 del Draft de la NBA de 1970 por Cleveland Cavaliers, y también en el draft de la American Basketball Association por los New York Nets, con los que fichó. Jugó dos temporadas en el equipo, con promedios similares, 8,7 puntos y 3,8 rebotes por partido en la primera y 8,6 y 4,0 en la segunda, en la que llegaron a disputar las Finales, en las que cayeron ante Indiana Pacers.
Con la llegada de nuevos equipos a la liga, fue incluido en el draft de expansión, siendo elegido por los San Diego Conquistadors. En su única temporada en el equipo haría los mejores números de su carrera, 13,7 puntos y 5,3 rebotes por partido.
Pero al año siguiente se convirtió en agente libre, volviendo a fichar por los Nets, pero su regreso al equipo no fue como deseaba, ya que tras ocho partidos fue despedido. Firmó entonces para el resto de la temporada con los Carolina Cougars, con los que promedió 7,0 puntos y 3,2 rebotes por partido.

## Estadísticas de su carrera en la ABA

### Temporada regular
| Temporada | Edad | Equipo                  | Liga | Pos. | P   | TIT | MIN  | TC  | TCA  | %TC  | 3P  | 3PA | %3P   | 2P  | 2PA  | %2P  | TL  | TLA | %TL  | R.OF. | R.DEF. | REB | ASIS | ROB | TAP | PER | FP  | PTS  |
| 1970-71   | 23   | New York Nets           | ABA  | SG   | 80  |     | 20.2 | 3.1 | 6.2  | .506 | 0.1 | 0.2 | .417  | 3.1 | 6.1  | .508 | 2.3 | 3.5 | .675 | 1.4   | 2.5    | 3.8 | 1.8  |     |     | 2.0 | 2.9 | 8.7  |
| 1971-72   | 24   | New York Nets           | ABA  | SG   | 82  |     | 23.1 | 3.0 | 6.6  | .452 | 0.0 | 0.1 | .000  | 3.0 | 6.5  | .457 | 2.7 | 3.8 | .708 | 1.6   | 2.5    | 4.0 | 1.9  |     |     | 1.9 | 2.6 | 8.6  |
| 1972-73   | 25   | San Diego Conquistadors | ABA  | SG   | 69  |     | 30.7 | 4.7 | 11.0 | .429 | 0.2 | 0.8 | .200  | 4.6 | 10.2 | .447 | 4.1 | 6.2 | .673 | 2.3   | 3.0    | 5.3 | 4.0  |     |     | 3.0 | 2.8 | 13.7 |
| 1973-74   | 26   | TOTAL                   | ABA  | SG   | 31  |     | 16.7 | 2.1 | 4.8  | .433 | 0.1 | 0.1 | .500  | 2.0 | 4.7  | .432 | 1.9 | 2.8 | .674 | 1.1   | 1.7    | 2.8 | 1.7  | 0.6 | 0.2 | 1.9 | 2.0 | 6.1  |
| 1973-74   | 26   | New York Nets           | ABA  | SG   | 8   |     | 9.5  | 1.1 | 3.0  | .375 | 0.1 | 0.1 | 1.000 | 1.0 | 2.9  | .348 | 1.1 | 1.9 | .600 | 0.6   | 1.1    | 1.8 | 1.3  | 0.4 | 0.0 | 1.1 | 1.1 | 3.5  |
| 1973-74   | 26   | Carolina Cougars        | ABA  | SG   | 23  |     | 19.3 | 2.4 | 5.5  | .444 | 0.0 | 0.1 | .333  | 2.4 | 5.3  | .447 | 2.1 | 3.1 | .690 | 1.3   | 2.0    | 3.2 | 1.9  | 0.7 | 0.3 | 2.1 | 2.3 | 7.0  |
| Total     |      |                         | ABA  |      | 262 |     | 23.5 | 3.4 | 7.4  | .456 | 0.1 | 0.3 | .234  | 3.3 | 7.1  | .465 | 2.9 | 4.2 | .683 | 1.6   | 2.5    | 4.2 | 2.4  | 0.6 | 0.2 | 2.2 | 2.7 | 9.7  |

### Playoffs
| Temporada | Edad | Equipo                  | Liga | Pos. | P  | TIT | MIN  | TC  | TCA  | %TC  | 3P  | 3PA | %3P  | 2P  | 2PA  | %2P  | TL  | TLA | %TL   | R.OF. | R.DEF. | REB | ASIS | ROB | TAP | PER | FP  | PTS  |
| 1970-71   | 23   | New York Nets           | ABA  | SG   | 6  |     | 21.3 | 2.5 | 5.2  | .484 | 0.2 | 0.3 | .500 | 2.3 | 4.8  | .483 | 3.7 | 4.8 | .759  | 1.2   | 1.3    | 2.5 | 2.2  |     |     | 1.7 | 3.0 | 8.8  |
| 1971-72   | 24   | New York Nets           | ABA  | SG   | 19 |     | 36.9 | 4.2 | 9.5  | .439 | 0.0 | 0.1 | .000 | 4.2 | 9.4  | .441 | 2.8 | 3.8 | .736  |       |        | 5.3 | 2.5  |     |     | 3.6 | 3.2 | 11.1 |
| 1972-73   | 25   | San Diego Conquistadors | ABA  | SG   | 4  |     | 34.8 | 5.0 | 13.0 | .385 | 0.5 | 1.5 | .333 | 4.5 | 11.5 | .391 | 1.8 | 3.5 | .500  | 3.8   | 3.8    | 7.5 | 3.0  |     |     | 4.3 | 3.0 | 12.3 |
| 1973-74   | 26   | Carolina Cougars        | ABA  | SG   | 2  |     | 12.5 | 2.0 | 3.5  | .571 | 0.0 | 0.0 |      | 2.0 | 3.5  | .571 | 0.5 | 0.5 | 1.000 | 1.5   | 0.0    | 1.5 | 0.5  | 1.0 | 0.0 | 1.0 | 1.0 | 4.5  |
| Total     |      |                         | ABA  |      | 31 |     | 32.1 | 3.8 | 8.7  | .437 | 0.1 | 0.3 | .333 | 3.7 | 8.4  | .441 | 2.7 | 3.7 | .716  | 2.1   | 1.9    | 4.8 | 2.4  | 1.0 | 0.0 | 3.1 | 3.0 | 10.4 |